# Adolf E. Licho
Adolf E. Licho, eg. Edgard Adolf Schowetzer, född 13 september 1876 i Krementjuk, Tsarryssland, död 11 oktober 1944 i Hollywood, Los Angeles, Kalifornien. tysk skådespelare, manusförfattare, teaterchef och regissör.
Under första världskriget, åren 1914-18 var Licho chef för Albert-Theater i Dresden. 1916 satte han upp Walter Hasenclevers expressionistiska drama Der Sohn liksom urpremiären av dennes antikrigsdrama Antigone året efter.

## Filmografi

### Roller
- 1920 - Von Morgens bis Mitternacht - Fatter Herr
- 1925 - Herr Collins affärer i London - Daisys pappa
- 1933 - Dr. Mabuses testamente - doktor Hauser
- 1936 - Rendezvous im Paradies - direktör Köhler
- 1938 - De tre valserna - producenten
- 1941 - Människojakt - (ej krediterad)
- 1941 - Det började med Eva - Sigoni (ej krediterad)
- 1942 - Att vara eller icke vara - sufflören (ej krediterad)
- 1942 - Baronessan går under jorden - fransk servitör (ej krediterad)
- 1942 - Det hände i Paris - gatuförsäljare (ej krediterad)
- 1943 - På uppdrag i Moskva - bokförsäljare (ej krediterad)
- 1943 - Sista paret ut - museiguide (ej krediterad)
- 1944 - Phantom Lady - Max (ej krediterad)
- 1944 - Dovers vita klippor - fransman vid järnvägsstationen i Dieppe (ej krediterad)
- 1944 - Dagar av ära - Anton (ej krediterad)
- 1944 - Storsvindlaren Dimitrios - bulgarisk caféinnehavare (ej krediterad)
- 1944 - Det sjunde korset - Sa-vakt (ej krediterad)